# Драгиша Мишовић
Драгиша Мишовић (Кулиновци, код Чачка, 4. март 1898 — Београд, 18. јануар 1939) био је српски лекар и комунистички револуционар.

## Биографија
Рођен је 4. марта 1898. у Кулиновцима, код Чачка. Основну школу је завршио у Атеници, а гимназију је започео у Чачку. Пети разред је завршио 1914. непосредно пред избијање Првог светског рата. Августа 1915. отишао је у Крагујевац где се као добровољац пријавио у Војску Краљевине Србије, али је одбијен јер је био малолетан. Са групом другова октобра исте године успео је да ступи у одред последње одбране, али је ова јединица разбијена у борбама са знатно јачим аустроугарским снагама код Крушевца. Потом се са деловима војске прикључио главини снага, која се у  зиму 1915. пповлачила преко Албаније. Децембра 1915. је стигао у Скадар, одакле је са другим војницима пребачен најпре у Сан Ђовани, а потом на Крф.
Године 1916. заједно са бројним ученицима из Србије, који су се са српском војском повукли из Србије у Грчку, пребачен је у Ницу, у Француској, где је оснивана српска гимназија у којој је матурирао наредне године, као други у рангу од 600 ученика. Током боравка у Француској, као стипендиста Краљевине Србије, уписао је студије медицине. Под утицајем Октобарске револуције у Русији, приступио је комунистичком револуционарном покрету и постао члан Комунистичке партије Француске и председник удружења „Кларте“ (Светлост). Због политичке активности укинута му је стипендија, па се након што је оболео од туберкулозе, вратио у Југославију, 1920. године.
Након што је оздравио, отишао је у Праг, где је на Карловом универзитету наставио студије и 1925. дипломирао. У то време у Прагу је било доста студената из Југославије, па је Мишовић био веома друштвено активан у југословенским студентским удружењима, а посебно у Марксистичком клубу, друштву „Југославија” и Друштву медицинара. Као врло цењен међу студентима, био је изабран за председника студентског Централног одбора, који је обједињавао све југословенске студентске организације. Као председник залагао се за побољшање услова живота студената и добијање помоћи од југословенске владе, која је првобитно понуђена под неповољним условима. После дипломирања, извесно време је остао у Чехословачкој ради специјализације, али и лечења од туберкулозе.
Када се вратио у Краљевину СХС нострификовао је диплому на Медицинском факултету у Београду, јануара 1926. године. Покушао је да добије државну службу у Чачку, алу су га власти као експонираног левичара у томе спречавале, па је у родном селу лечио мешане и људе из најближе околине. Године 1927. отворио је приватну ординацију у Чачку, а пацијенту су му претежно били радници и сељаци, којима често није ни наплаћивао прегледе, а многима је и сам давао паре за лекове, због чега је био веома цењен у чачанском крају. Непрекидно се стручно усавршавао и пратио достигнућа тадашње медицине, а посено се интересовао за туберкулозу називајући је „болешћу експлоатисаних и угњетаваних”, односно болешћу радника и сиротиње, која се недовољно хранила и живела у лошим условима.
Првих година након укидања Шестојануарске диктатуре краља Александра Карађорђевића, када је дошло до обнове партијских организација тада забрањене Комунистичке партије Југославије (КПЈ) постао је 1932. њен члан, а наредне године и члан Месног комитета КПЈ у Чачку. Заједно са другим чачанским комунистима, залагао се за покретање листа Чачански гласник, у коме је потом писао чланке против владајућег режима, корупиције у друштву и државне бирократије.  На чачанском Народном универзитету држао је предавања, која су била масовно посећена. Учествовао је у организовању читаонице, која је поред тога што је била културна установа, била легално политичко седиште илегалне КПЈ у Чачку, услед чега је полиција забранила њен рад.
У време предизборне кампање за парламентарне изборе, одржане маја 1935, одлуком партијског руководтва одређен је за посланичког кандидата на листи Павла Павловића, али до кандидатуре није дошло јер су власти одбациле Павловићеву листу. Иако није био кандидат, Мишовић је активно учествовао у предизборним зборовима и конференцијама Удружене опозиције. Како би спречила његову политичку активност, у време избора, полиција га је априла 1935. ухапсила заједно са групом чачанских комуниста. Иако у току истраге, упркос мучењима, ништа није признао, изведен је пред суд.  На суђењу, током кога је јавно говорио о терору режима, и поред недостатка доказа осуђен је на 18 месеци јавности. Пресуда доктору Мишовићу изазвала је огорчење јавности, а неколико стотина грађана је протествовло пред зградом суда. Стални протести радника, грађана и политичких организација, као и штрајк глађу, који су организовали осуђени, приморали су Виши суд да поништи пресуду и затражи понављање процеса. На новом суђењу, Мишовић и његови другови су били ослобођени оптужбе и пуштени на слободу.
Окружни комитет КПЈ за Чачак предложио је пред парламентарне изборе, заказане за  децембар 1938, посланички кандидат Странке радног народа за Чачак и Трнавски срез буде Драгиша Мишовић. Покрајински комитет КПЈ за Србију се сагласио са овим предлогом, па је предата његова кандидатура, коју је Срески суд у Чачку потврдио у октобру. Недуго потом, у Београду је ухапшен Иницијативни одбор Странке радног народа, али је упркос томе Мишовић наставио са предизборном активношћу. Неколико дана касније, полиција је у намери да га ухапси блокирала његову кућу и ординацију, али је на време био обавештен од грађана, па је успео да избегне хапшење и пређе у илегалност, скривајући се у околини Чачка.
Како би изашао из илегалности и вратио се нормалном животу, Покрајински комитет КПЈ за Србију је јануара 1939. оценио да је повољан моменат да дође у Београд и преда се властима. Заједно са једним пратиоцем дошао је 16. јануара 1939. у Београд, где се у пратњи адвоката Ивана Рибара пријавио истражном судији Државног суда за заштиту државе. Након саслушања одређен му је притвор, након чега је полицијским колима упућен у затвор на Ади Циганлији. Приликом превожења у затвор аутомобил, у коме се налазио, на Чукарици је ударио у трамвај. Након несреће, у којој је тешко повређен, без свести је однет у Општу државну болницу, где је преминуо 18. јануара 1939. године.
Његовој сахрани у Чачку 20. јануара 1939. присуствовало је више од 15.000 људи.

## Наслеђе
Током Народноослободилачког рата, Чачански партизански одред, формиран јула 1941. године, носио је његово име. А данас његово име носе клиничко болнички центар у Београду на Дедињу и основна школа у Чачку, као и улице у Чачку, Београду, Нишу, Суботици, Крагујевцу, Надаљу и др.